# Johann Ambrosius Bach

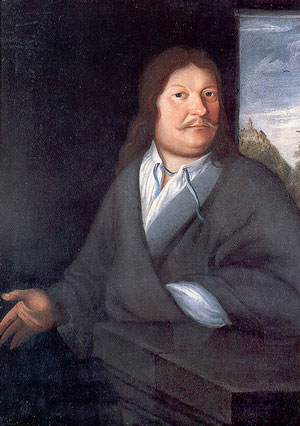
Johann Ambrosius Bach (Gemälde vermutlich von Johann David Herlicius)

Johann Ambrosius Bach (* 22. Februar 1645 in Erfurt; † 20. Februarjul. / 2. März 1695greg. in Eisenach) war ein deutscher Musiker und Vater von Johann Sebastian Bach.

## Leben und Werk
Der Sohn des Erfurter Stadtpfeifers Christoph Bach und dessen Frau Magdalena, geborene Grabler, erhielt bereits als Neunjähriger in Arnstadt eine musikalische Ausbildung, verblieb nach dem Tode des Vaters (1661) noch einige Jahre in Arnstadt und begab sich dann als Kunstpfeifergesell auf die Wanderschaft. 1667 trat er, wie zuvor sein Vater, in die Erfurter Ratsmusik ein, die damals von seinem Onkel Johann geleitet wurde. Johann Ambrosius heiratete in der Kaufmannskirche Elisabeth Lemmerhirt aus Erfurt, aus deren Familie bereits der Onkel Johann Bach eine Frau geheiratet hatte. Er wohnte am Junkersand 3. 1671 siedelte er als Hof- und Stadtmusikus nach Eisenach über, wo unter anderen sein Sohn Johann Sebastian Bach geboren wurde.
Ob Ambrosius komponiert hat, ist nicht bekannt, zumindest hat sich nichts erhalten. Im einzigen erhaltenen Dokument des Hochzeitsliedes „Meine Freundin du bist schön“ seines Cousins Johann Christoph Bach, das anlässlich der Hochzeit seines Zwillingsbruders Johann Christoph Bach des Älteren uraufgeführt wurde, findet sich bei der Besetzung der Violine die Handschrift von Johann Ambrosius Bach. 1642 war sein Bruder Georg Christoph Bach geboren worden. Bedeutend ist Johann Ambrosius Bach als Begründer der Sammlung von Kompositionen der älteren Familie Bach, die später unter der Bezeichnung Altbachisches Archiv in der Musikwelt Bekanntheit erlangen sollte und seit Anfang des 19. Jahrhunderts bis heute im Archivbestand der Sing-Akademie zu Berlin erhalten ist.
Ambrosius Bach scheint die Eisenacher Musik auf ein bis dahin nicht gekanntes Niveau gebracht zu haben. Die über ihn erhaltenen Zeugnisse sind jedenfalls voll des Lobes:

„[Ambrosius Bach] hat sich in seiner profession dermaßen qualificirt, daß er sowohl mit vocal- als intrumental Music beym Gottes Dienst vndt ehrlichen Zusammenkünften mit hoch vndt niedrigen Standespersonen guter vergnügung aufwarten kann, also, daß wir unß desgleichen soweit wir gedencken, hiesigen Orths nicht erinnern.“

und

„1672 hat der neue Hausmann auf Ostern mit Orgel, Geigen, Singen und Trompeten und mit Heerpauken dreingeschlagen, daß noch kein Kantor oder Hausmann, weil Eisenach gestanden, nicht geschehen.“

## Kinder
Aus der Ehe mit Elisabeth Bach gingen acht Kinder hervor, von denen fünf das Erwachsenenalter erreichten (Datumsangaben gemäß dem Julianischen Kalender sofern vor dem Jahr 1700):
1. Johann Rudolf – getauft 19. Januar 1670 in Erfurt; † 17. Juli 1670 in Erfurt (6 Monate)
2. Johann Christoph – getauft 18. Juni 1671 in Erfurt; † 22. Februar 1721 in Ohrdruf (49 Jahre)
3. Johann Balthasar – getauft 6. März 1673 in Eisenach; † 5. April 1691 in Eisenach (18 Jahre)
4. Johannes Jonas – getauft 2. Februar 1675 in Eisenach; † 22. Mai 1685 in Eisenach (10 Jahre)
5. Maria Salome – getauft 27. Mai 1677 in Eisenach; † 27. Dezember 1728 in Erfurt (51 Jahre)
6. Johanna Juditha – getauft 28. Januar 1680 in Eisenach; † 3. Mai 1686 in Eisenach (6 Jahre)
7. Johann Jacob – getauft 11. Februar 1682 in Eisenach; † 16. April 1722 in Stockholm (40 Jahre)
8. Johann Sebastian – geboren 21. März 1685 in Eisenach; † 28. Juli 1750 in Leipzig (65 Jahre)

Nachdem seine Frau Elisabeth nach 26-jähriger Ehe kurz vor Ostern des Jahres 1694 verstorben war, entschloss sich Johann Ambrosius, der zu diesem Zeitpunkt Vater dreier unmündiger Kinder war, zur erneuten Eheschließung mit der 36-jährigen Barbara Margaretha Keul verw. Bartholomaei, die zuvor schon mit seinem Arnstädter Cousin Johann Günther Bach verheiratet gewesen war. Sie war selbst Mutter zweier kleiner Töchter und vor kurzem zum zweiten Mal ebenfalls Witwe geworden. Die Eheschließung fand am 27. November 1694 statt. Allerdings starb Johann Ambrosius nach nur drei Monaten Ehe am 20. Februar, zwei Tage vor seinem 50. Geburtstag. Seine Witwe beantragte beim Rat der Stadt Eisenach ein Gnadenhalbjahr, welches der Kantor Eisenachs, Andreas Christian Dedekind, formulierte, da sie als Frau damals nicht für sich sprechen konnte. Das Gnadengesuch wurde allerdings nur zur Hälfte bewilligt: Sie erhielt die Besoldung Ambrosius Bachs nur für das restliche laufende Quartal sowie ein weiteres Vierteljahr, in Summe etwas über elf Taler. Barbara Margaretha soll danach mit den Töchtern aus ihren ersten beiden Ehen wieder nach Arnstadt gezogen sein, danach verliert sich ihre Spur.